# San Francisco (Be Sure to Wear Flowers in Your Hair)
«San Francisco (Be Sure to Wear Flowers in Your Hair)» — песня из репертуара Скотта Маккензи, написанная лидером группы The Mamas & the Papas Джоном Филлипсом. Песня написана и издана в 1967 году для поддержки Монтерейского рок-фестиваля.

## Название
Название песни переводится на русский язык: «Сан-Франциско (Не забудь вплести цветы в свои волосы)». Однако в песне поётся немного иначе: «Если собираешься в Сан-Франциско,/ Не забудь вплести несколько цветов в свои волосы» («If you’re going to San Francisco,/ Be sure to wear some flowers in your hair»). В связи с этим название часто путают с цитатой из песни, и записывают его в виде: «San Francisco (Be Sure to Wear Some Flowers in Your Hair)».

## История и влияние
Песня «San Francisco» была опубликована 13 мая 1967 года и немедленно стала хитом во многих странах. В июне она поднялась до четвёртой строки в американском чарте Billboard Hot 100. В это же время она возглавила чарты Великобритании и многих стран Европы. Было заявлено о продаже более семи миллионов копий сингла по всему миру (на второй стороне пластинки разместилась песня What’s the Difference). Успех песни непосредственно связывают с «паломничеством» тысяч молодых людей в Сан-Франциско в конце 1960-х.
Песня звучит в нескольких известных фильмах, таких как «Неистовый» (1988) Романа Полански, «Форрест Гамп» (1994) Роберта Земекиса, а также в боевике «Скала» (1996) с Шоном Коннери и Николасом Кейджем.
Группа Led Zeppelin изредка импровизировала с мотивом песни «San Francisco» во время исполнения своей композиции «Dazed and Confused» на концертах.
Боно из U2 во время тура PopMart Tour пел «Сан-Франциско» вместе с аудиторией, на концертах 18 и 19 июня 1997, проходивших на побережье этого города.

## Другие версии
- Петула Кларк записала свою версию песни сразу после её издания, в 1967 году.
- Кавер-версия в стиле диско от Одри Ландерс была выпущена в 1984 году.
- Ремикс в стиле электро-хаус дуэта Global Deejays был выпущен в 2004 году.